# Ronan Le Crom
Ronan Le Crom (* 13. Juli 1974 in Lorient) ist ein ehemaliger französischer Fußballtorwart.

## Karriere
Ronan Le Crom wurde in der Jugendabteilung des französischen Erstligisten AJ Auxerre ausgebildet. Im Jahre 1996 wurde er für ein Jahr an den französischen Zweitligisten LB Châteauroux verliehen, um dort erste Profierfahrungen zu sammeln. Mit 17 Einsätzen hatte er maßgeblichen Anteil an der Meisterschaft in der Ligue 2 und dem damit verbundenen Aufstieg in die höchste französische Spielklasse. Im folgenden Jahr wurde Le Crom an den damaligen Zweitligisten ASOA Valence verliehen, der im Jahre 2005 aufgrund von finanziellen Problemen aufgelöst wurde.
Nach zwei Jahren kehrte er nun zu seinem Jugendverein AJ Auxerre zurück, konnte sich dort jedoch nie durchsetzen und kam in vier Spielzeiten auf lediglich 3 Einsätze.
Deshalb wechselte Le Crom 2002 zum damaligen Erstligisten EA Guingamp, um dort sofort Stammtorhüter zu werden. Durch seine guten Leistungen wurde er in den vorläufigen EM-Kader Frankreichs berufen, konnte sich dort jedoch nicht gegen Mickaël Landreau, Fabien Barthez und Grégory Coupet durchsetzen. Auch den Abstieg seines Arbeitgebers im Jahre 2004 konnte er nicht verhindern.
Um der Zweitklassigkeit zu entgehen, wurde er an den AS Saint-Étienne verliehen, kam jedoch dort nur auf einen Saisoneinsatz und wurde ein Jahr später vom Erstligisten ES Troyes AC verpflichtet, wo er Stammtorwart wurde. Als auch dieser Verein im Jahre 2007 abstieg, blieb er mit dem Wechsel zum RC Lens erstklassig und konnte dort als 2. Torhüter das französische Pokalfinale erreichen, das Lens jedoch gegen Paris Saint-Germain verlor.
Aufgrund der Reservistenrolle beim RC Lens wurde Le Crom 2008 zu Grenoble Foot transferiert. Dort kam er insgesamt auf 17 Einsätze.
Von Juni bis Dezember 2010 blieb Le Crom auf der Suche nach einem neuen Verein erfolglos, bis ihn der AS Nancy bis zum Ende der Spielzeit 2010/11 verpflichtete.
Die Saisonvorbereitung zur Saison 2011/12 absolvierte Le Crom bei Paris Saint-Germain, wurde jedoch nicht mit einem Vertrag ausgestattet. Während er weiterhin vereinslos blieb, bot ihm der Drittligist Olympique Nîmes eine Zusammenarbeit an, die er jedoch ablehnte.
Im Januar 2012 gab Paris Saint-Germain bekannt, dass Le Crom einen Vertrag bis zum Saisonende 2012 unterschrieben habe. Nach der Saison 2012/13, in der PSG Meister wurde, beendete Le Crom seine Karriere.

## Erfolge
- Ligue 2-Meister 1997 mit LB Châteauroux
- französischer Pokalfinalist 2008 mit dem RC Lens
- Französischer Meister 2013 mit Paris Saint-Germain